# Uroobovella cylindrica
Uroobovella cylindrica es una especie de arácnido del orden Mesostigmata de la familia Urodinychidae.

## Distribución geográfica
Se encuentra en Java y la India.